# Штеммен
Штеммен (нім. Stemmen) — громада в Німеччині, розташована в землі Нижня Саксонія. Входить до складу району Ротенбург-на-Вюмме. Складова частина об'єднання громад Фінтель.
Площа — 24,63 км2. Населення становить 813 ос. (станом на 31 грудня 2021).